# لويس دوبريه (رسام)
لويس دوبريه (بالفرنسية: Louis Dupré)‏ هو رسام فرنسي، ولد في 9 يناير 1789 في فرساي في فرنسا، وتوفي في 12 أكتوبر 1837 في باريس في فرنسا.

## معرض صور

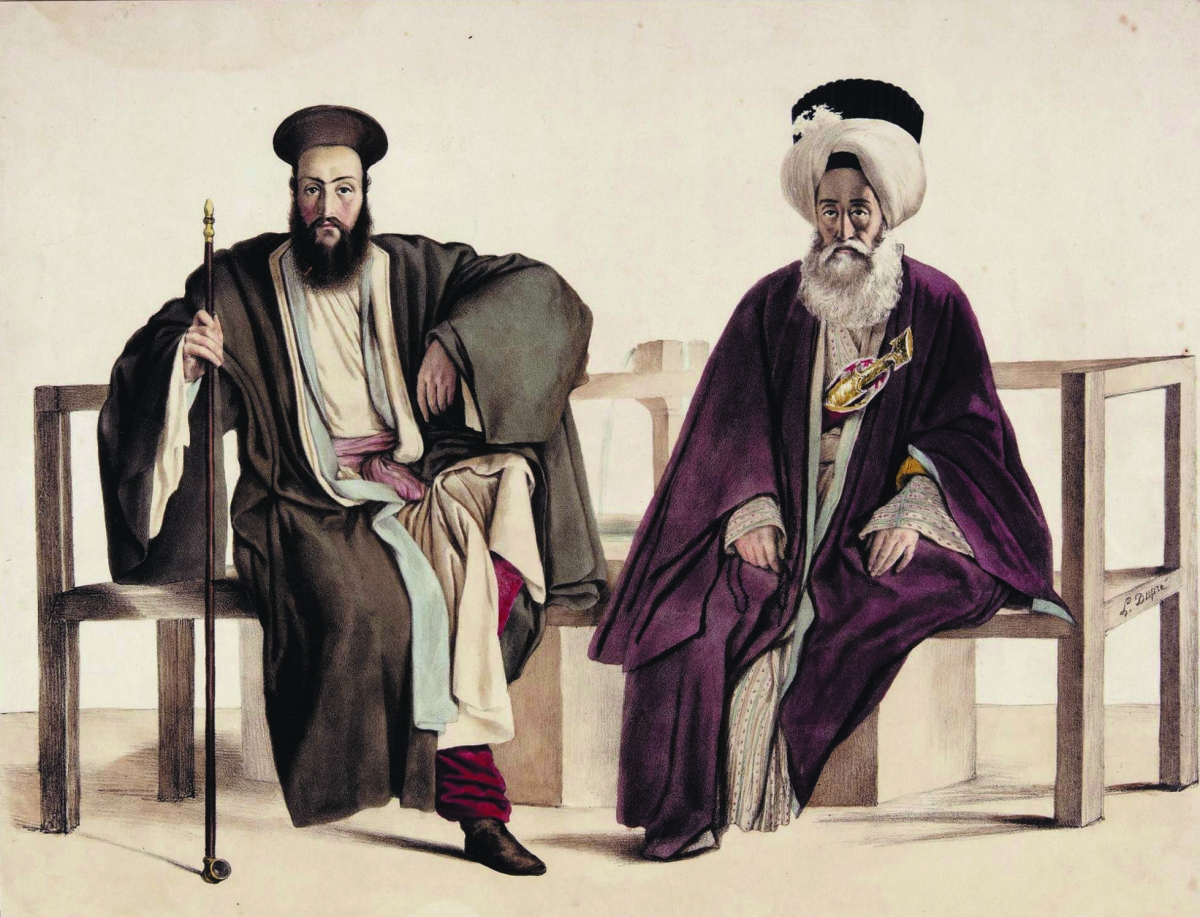
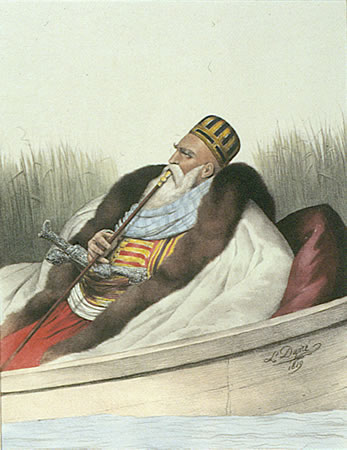
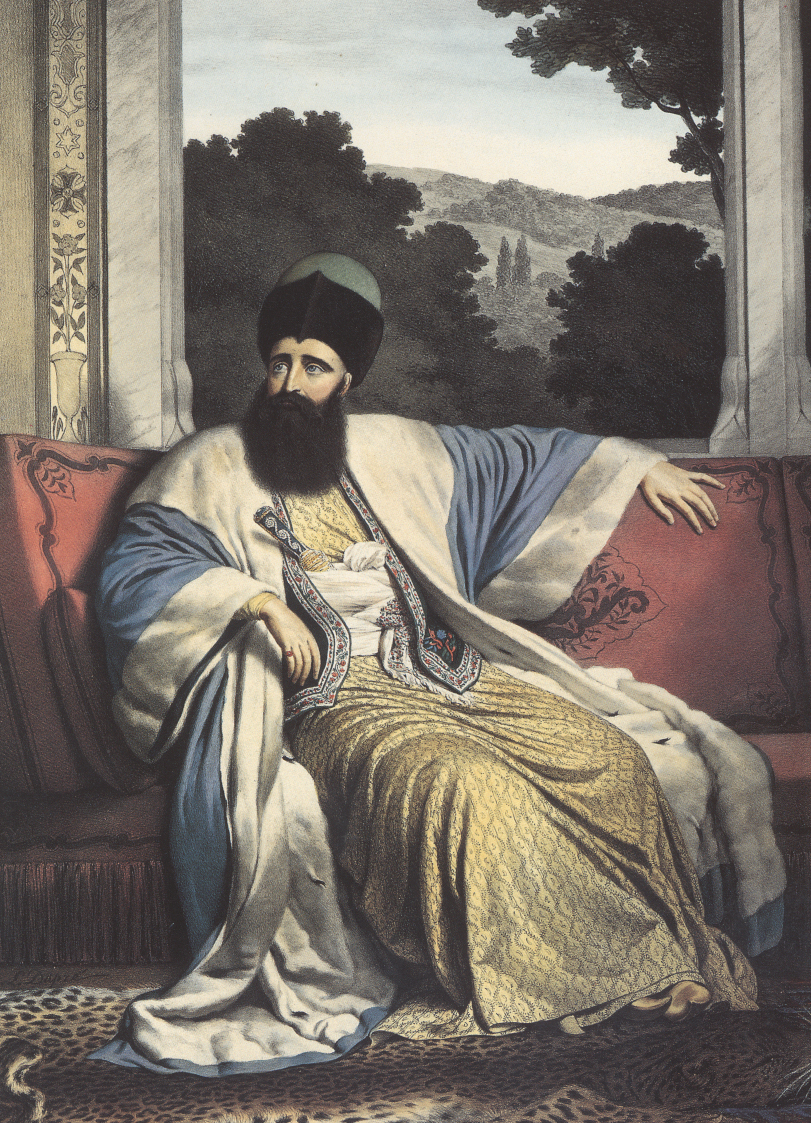
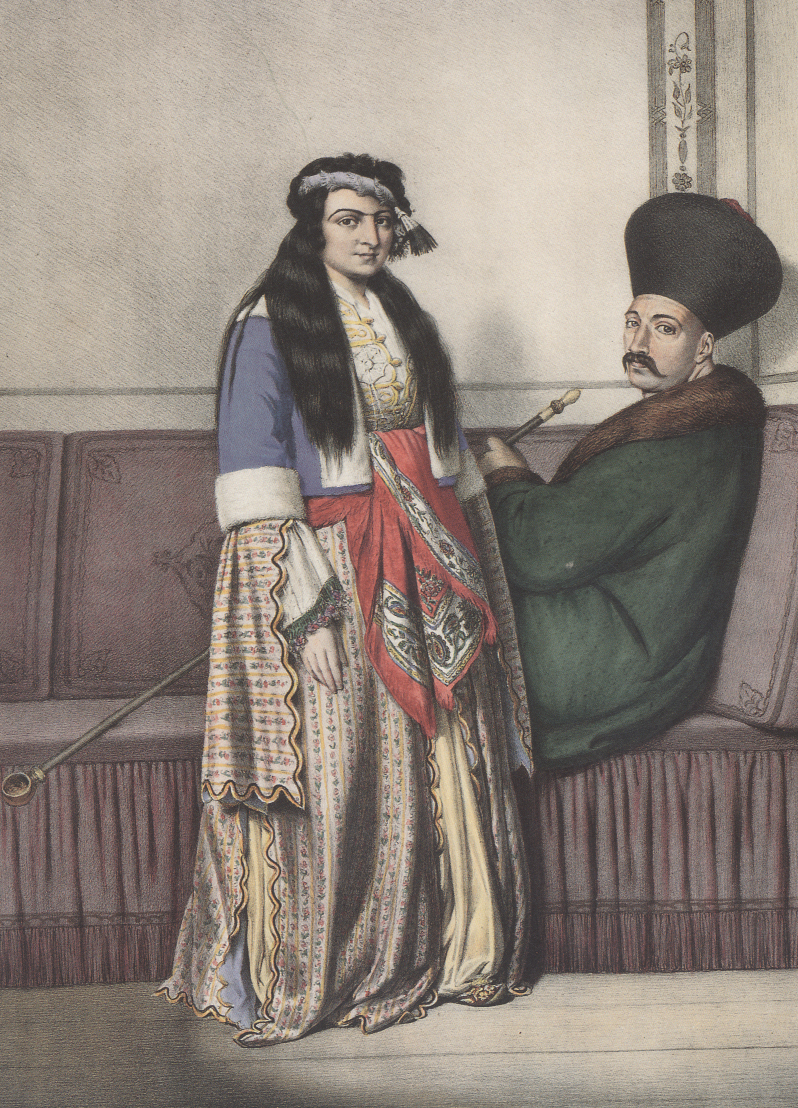